# Ceratobranchia obtusirostris
Ceratobranchia obtusirostris är en fiskart som beskrevs av Eigenmann, 1914. Ceratobranchia obtusirostris ingår i släktet Ceratobranchia och familjen Characidae. Inga underarter finns listade i Catalogue of Life.